# Sierpuchow
Sierpuchow (ros. Сepпуxoв) – miasto w Rosji w obwodzie moskiewskim (100 km na południe od Moskwy), nad Oką, w 2020 r. ok. 126 tys. mieszkańców, stolica rejonu sierpuchowskiego.
Założone w 1339 w celu ochrony południowego przedpola Moskwy. Zagrożone tatarskimi najazdami miasto posiadało kamienną twierdzę (ukończoną w 1556). Wybudowano je w celu zablokowania Tatarom szlaku prowadzącego do Moskwy od południa. W 1610 roku Sierpuchów został zdobyty przez Polaków. W następnych stuleciach niszczejące mury cytadeli służyły mieszkańcom jako źródło kamienia budowlanego.
Dziś w mieście funkcjonuje przemysł tekstylny i mechaniczny, także produkcja mebli, papieru.
W Sierpuchowie w 1886 urodził się Stanisław Leśniewski – polski filozof i logik, autor m.in. ontologii Leśniewskiego oraz aktor Oleg Mieńszykow.

## Miasta partnerskie
- Forssa, Finlandia
- Iwano-Frankiwsk, Ukraina
- Słuck, Białoruś
- Zhanjiang, Chińska Republika Ludowa
- Ceadîr-Lunga, Mołdawia
- Lindau (Bodensee), Niemcy
- Bobigny, Francja
- Richmond, Stany Zjednoczone
- Wraca, Bułgaria
- Çeşme, Turcja
- Siewierodonieck, Ukraina
- Zasław, Białoruś
- Prawec, Bułgaria
- Danilovgrad, Czarnogóra